# Dirona
Dironidae
Famille
Genre
Dirona, unique représentant de la famille des Dironidae, est un genre de mollusques de l'ordre des nudibranches.

## Classification
Selon World Register of Marine Species, on compte trois espèces :
- Dirona albolineata MacFarland, 1905
- Dirona pellucida Volodchenko, 1941
- Dirona picta MacFarland, 1905